# El Viejo Topo

El Viejo Topo (en espagnol ; littéralement « La Vieille Taupe ») est une revue culturelle et politique publiée en Espagne entre 1976 et 1982, puis depuis décembre 1993. Dans sa première étape, la revue représenta une tentative de jeunes collaborateurs de profiter du vide survenu à la veille de la mort de Franco et qui dura jusqu'à l'instauration de la démocratie parlementaire. Ses fondateurs étaient Claudi Montañá, Josep Sarret et Miguel Riera ; la revue est actuellement dirigée par Miguel Riera.
El Viejo Topo est aussi une maison d'édition spécialisée dans la publication d'essais.

## Histoire
Selon Francisco Fernández Buey, lors de la parution du premier numéro d' El Viejo Topo à Barcelone en 1976, ses collaborateurs et lecteurs, identifiés à la gauche antifranquiste qui avait mené la plupart des mobilisations sociopolitiques de la décennie, étaient divisés. D'une part, ils voulaient et prônaient une rupture radicale avec tout ce que le régime franquiste avait représenté, tant politiquement que culturellement. En revanche, ils craignaient la réaction immédiate de ce qu'on appelait alors le bunker, c'est-à-dire des secteurs d'extrême-droite directement liés à ceux qui avaient perpétré de nombreux actes de violence contre des librairies, des publications, des personnes et des organisations de gauche. Ainsi, le désir de rupture radicale fut entravé par la présence d'un secteur réactionnaire qui ravivait le spectre de la guerre civile.

## Nom
Le nom de El Viejo Topo fait référence au cliché de la « vieille taupe », déjà présent dans la littérature de William Shakespeare et plus tard dans l'œuvre de Hegel, mais qui dans la pensée marxiste acquit une signification particulière en tant que symbole du révolutionnaire patient, qui avance obstinément dans la clandestinité loin de tous les regards, s'appuyant sur la sagesse que lui confère sa longue expérience de vie.[source insuffisante]

## Première étape
Dans la période initiale de la transition démocratique  suivant le franquisme, El Viejo Topo partageait avec les revues Triunfo et Cuadernos para el Diálogo certaines tendances hétérogènes du champ culturel, facilitant les échanges entre des milieux différenciés. El Viejo Topo s'y distinguait aussi néanmoins : alors que les magazines classiques s'identifiaient fortement à l'opposition au franquisme et semblaient, d'une certaine manière, mal à l'aise dans l'Espagne de la transition, El Viejo Topo présentait des traits mieux adaptés au nouveau climat suscité par la disparition du franquisme. Dans l'espace fragmenté du champ libertaire, El Viejo Topo est devenu un espace privilégié où s'exprimaient les philosophies libertaires et les nouveaux mouvements sociaux, notamment le pacifisme, le féminisme et les défenseurs de l'environnement.